# Coliou à dos marron
Colius castanotus
Espèce
Statut de conservation UICN

 LC  : Préoccupation mineure
Le Coliou à dos marron (Colius castanotus) est une espèce d'oiseaux de la famille des Coliidae.
Cet oiseau est endémique à l'ouest de l'Angola.